# Polynema neofuscipes
Polynema neofuscipes är en stekelart som först beskrevs av Soyka 1946.  Polynema neofuscipes ingår i släktet Polynema och familjen dvärgsteklar. Inga underarter finns listade i Catalogue of Life.